# Euzkaro (estación del Metrobús)
Euzkaro es una de las estaciones que forman parte del Metrobús de la Ciudad de México. Se ubica al norte de la Ciudad de México en la Alcaldía de Gustavo A. Madero.

## Información general
El ícono representa una fábrica. El nombre de la estación se toma de la Av. Euzkaro que cruza la Av. de los Insurgentes en un punto cercano a la estación.
La Av. Euzkaro pertenece a la colonia industrial, razón por la cual e ícono es una fábrica. En 1926 se formó el fraccionamiento de la colonia Industrial, con la particularidad de que el nombre de sus calles hacía referencia al avance industrial de México. Así tenemos el nombre de las fábricas de hilados y tejidos como La Fama (que así se llamaba también una fábrica de puros y cigarros propiedad de don Antonio Delgado Rentería); La Constancia, de Torreón, Coahuila; La bella Unión, en Arteaga; La Corona, establecida en la Ciudad de México; La Carolina; La Hormiga, de Tizapán, en San Ángel, y la más interesante de todas: Río Blanco, establecida en Orizaba, Veracruz, en 1899, que con las fábricas de San Lorenzo, Cerritos y Cocoalpan, motivaron la instalación de la hidroeléctrica Rincón Grande. La calle de Necaxa, refiere la planta hidroeléctrica encargada en 1906 de la demanda eléctrica del Distrito Federal, Puebla, Hidalgo y Michoacán. Euzkaro, a un molino de harina; Eureka, a aguas minerales; Larín, a la famosa fábrica de chocolates y dulces; La Victoria, de aceites, entre otras.

## Conectividad

### Conexiones
Existen conexiones con las estaciones y paradas de diversos sistemas de transporte:
- Línea 3  del Sistema de Transporte Colectivo de la Ciudad de México
- Algunas rutas de la Red de Transporte de Pasajeros.

## Sitios de interés
- Deportivo 18 de Marzo.
- Escuela Nacional Preparatoria Plantel 9 "Pedro de Alba"
- Hospital General de Zona n.º 24 del IMSS